# Sebastiano Lombardi
Sebastiano Lombardi (Washington, 1970) è un dirigente d'azienda italiano con cittadinanza statunitense, dal 3 novembre 2014 all'8 aprile 2025 è stato direttore di Rete 4.

## Biografia
Dopo la laurea in Lettere moderne alla Cattolica, si è occupato di marketing in RAI.
In Mediaset dal 2003 come responsabile delle iniziative editoriali SportMediaset, successivamente è passato alla direzione generale dell'informazione, prima come responsabile sviluppo prodotto e poi come direttore marketing operativo.
Dal 3 novembre 2014 all’8 aprile 2025 è stato direttore di Rete 4.